# Hi Standard
Гай Стандарт, (англ. Hi Standard, повна назва High Standard HDM silenced) — пістолет безшумної (малошумної) стрільби, розроблений в США, використовувався підрозділами спецслужб з Другої світової війни.

## Опис прототипа
На початку Другої Світової війни в США була створена нова об'єднана розвідувальна організація — Office of Strategic Services (OSS). У числі інших обов'язків OSS ставилась оперативна розвідувальна і диверсійна діяльність на території противника, для якої потрібна була спеціальна зброя — в тому числі і безшумна.
Розробкою самозарядних безшумних пістолетів для OSS зайнялася компанія Bell Telephone Labs, яка й оснастила в цілях випробувань кілька моделей малокаліберних пістолетів фірм Colt і High Standard знімними або інтегральними глушниками.
За результатами випробувань OSS в 1943 році прийняла на озброєння безшумний пістолет High Standard (Hi-Standard) HDM, що базувався на спортивно-тренувальному малокаліберному пістолеті Model H-D Military фірми High Standard. Цій же фірмі був виданий і контракт на виробництво нових безшумних пістолетів.
У 1945 році OSS було реформовано в CIA (Central Intellegence Agency — ЦРУ), що зберегло на озброєнні пістолети High Standard HDM.
Одним з найвідоміших «користувачів» цих пістолетів був Френцис Пауерс — пілот літака-шпигуна U2, збитий радянською ракетою 1 травня 1960 року над Свердловськом (нині Єкатеринбург). Пауерс мав при собі пістолет, проте у нього вистачило розуму ним не скористатися, так що пістолет дістався радянським спецслужбам в незайманому вигляді. Крім ЦРУ, пістолети High Standard HDM активно використовувалися американськими військовими зі складу сил спеціальних операцій в ході війни у В'єтнамі та інших конфліктів.
Не виключено також, що незначна кількість цих пістолетів було використано американським спецназом в ході бойових дій проти Іраку в 1991 році.
- Пістолет High Standard HDM має автоматику з вільним затвором і нерухомим стволом.
- Ударно-спусковий механізм курковий, одинарної дії.
- Ствол у передній частині має перфорацію і поміщений в інтегральний глушник.
- Усередині корпуса глушника навколо ствола розташований рулон дрібної латунної сітки, а в передній частині — набір металевих діафрагм з отворами для проходу кулі.
- Глушник закріплений на стволі різьбою і пружинним фіксатором і може зніматися для чищення ствола.
- Сам глушник нерозбірний, його термін служби визначався в 200 пострілів, що було більш ніж достатньо для використання в ході реальних операцій, а тренування можна було виробляти із звичайними пістолетами High Standard без глушника.
- Згідно з наявними даними, глушник забезпечував зниження звуку пострілу приблизно на 22 дБ.

## ТТХ
- УСМ: одинарної дії
- Калібр: 5.6 мм кільцевого запалення
- Вага без патронів: 1360 г
- Довжина: 350 мм
- Довжина ствола: 171 мм
- Місткість магазина: 10 патронів

## В комп'ютерних іграх

### Medal of Honor: Allied Assault
Може застосовуватися протягом вісьми місій. Незважаючи на те, що має повільний темп стрільби, що пов'язано із механікою пістолета (гравець змушений щоразу вручну звести затвор після кожного пострілу), він здатний на коротких дистанціях знищити супротивника з одного пострілу, що завдає ворогам надзвичайно високої шкоди.

Ця зброя надається Майкові Пауеллу [Архівовано 8 серпня 2017 у Wayback Machine.] на початку місії 2, в кінці 1-го рівня Місії 4 (вручає у сховищі маків учасник Руху Опору Манон Батист [Архівовано 8 серпня 2017 у Wayback Machine.]), на початку місії 6 (пізніше, в 5-му рівні, він замінюється на M1911).

### В інших іграх
Окрім Medal of Honor: Allied Assault пістолет Hi Standard можна зустріти в
- Medal of Honor: Frontline
- Medal of Honor: Underground
- Medal of Honor (1999)
- Men of War (Video Game)
- Поліція Маямі — Season 1
- Поліція Маямі — Season 2
- Sniper Elite 3
- Sniper Elite 4